# オールド・カーサジアンズFC
オールド・カーサジアンズ・フットボール・クラブ（英: Old Carthusians Football Club, 1876年–）は本拠地をイギリスのサリー州（Godalming）に置くサッカークラブで、メンバーはエリート校のチャーターハウス校同窓生である。同クラブの設立は1876年、当時のカップ初優勝はFAカップが1881年、同じくFAアマチュアカップ王座は1894年と1897年に手にしている。また現在はアーサリアン・リーグでプレーし2006年、2008年、2009年、2011年、2013年、2014年、2015年、2017年、2019年にリーグとアーサー・ダン杯の両方を獲得した。

## 沿革
1876年にサリー州ゴダミングにあるチャーターハウス校卒業生を集め結成された。同校で行われたゲームの報道は1853年3月から記録があり、同クラブはフットボール・アソシエーション設立チームの1つである。19世紀にイギリスのパブリックスクール卒業生が発起人として創設され、クラブ名に同窓生を意味するオールド（ボーイズ）を冠したクラブには他にオールド・エトニアンズ（英語版）とオールド・ウェストミンスターズ（英語版）がある。ちなみに同クラブに先立ち、同じ同窓会の別グループがストーク・シティFCの前身に当たるストーク・オン・トレントFCを設立したのは1867年である。
同クラブはFAカップ（英語）初戦を1879–80年シーズンで迎える。1888年設立時のイギリス・サッカーリーグ（英語版）はイングランド北部のチーム中心の構成であり、オールド・カーサジアンズFCは域内の最南に本拠地を置くクラブとして加盟を申請したが、認可はされていない。それでも同チームはFAカップ草創期の11年間に輩出した優勝チーム4件のひとつであり、1881年にトロフィーを獲得したときの準優勝ではオールド・エトニアンズを下した。

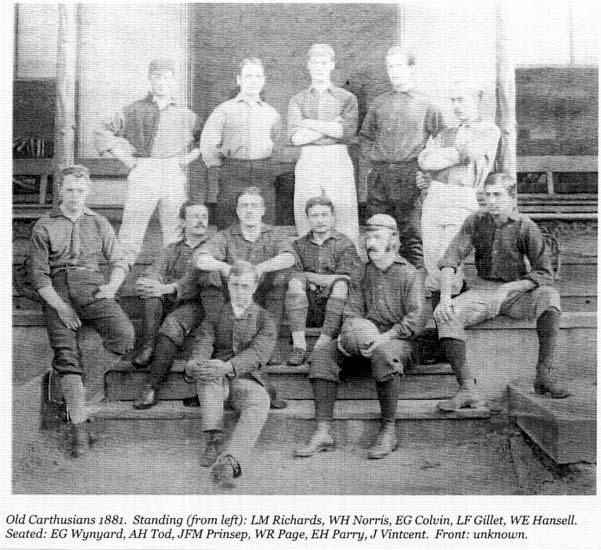
クラブの集合写真（1881年）。同年、FAカップで優勝を果たす。

クラブは1883年に再び準決勝戦に進出しブラックバーン・オリンピック（英語版）に敗れる。この試合はイギリスのサッカー史上、エリートが労働者に敗れるという19世紀後半の変化を象徴した。しかし現実にはエリート教育を受けたカーサジアンズFCと対比されるはずのオリンピック側も、単純労働の従事者のみではなく歯科医や配管工、鉄工職人や織工3人など専門職が含まれていた。専門紙「Athletic News」はこのゲームを「貴族」対「労働者」と書き立てた。 
FAアマチュアカップ（英語版）の1893年創設後、オールド・カーサジアンズは同カップ優勝を1894年と1897年に2回重ね、草創期4年度中決勝戦進出は3回を数える。初回にはカジュアルズ（英語版）を2-1で破り、この試合でぺナルティの使用をめぐる議論があった。カーサジアンズの広報担当は「ペナルティには不快感をおぼえ、選手の行動と誠実さが本来のあるべき状態から逸脱していると指摘する規定である」と述べた。 
翌1894年、イングランド南部を対象に設立された直後のサザンリーグから、やはり同窓会クラブのオールド・ウェストミンスターズなどとともに加わるよう招待を受けるが、クラブはこれを拒むと、むしろ同リーグに加盟済みだったスコットランド防衛第2（2nd Scots Guards）を説得し脱退させようと試みている。 

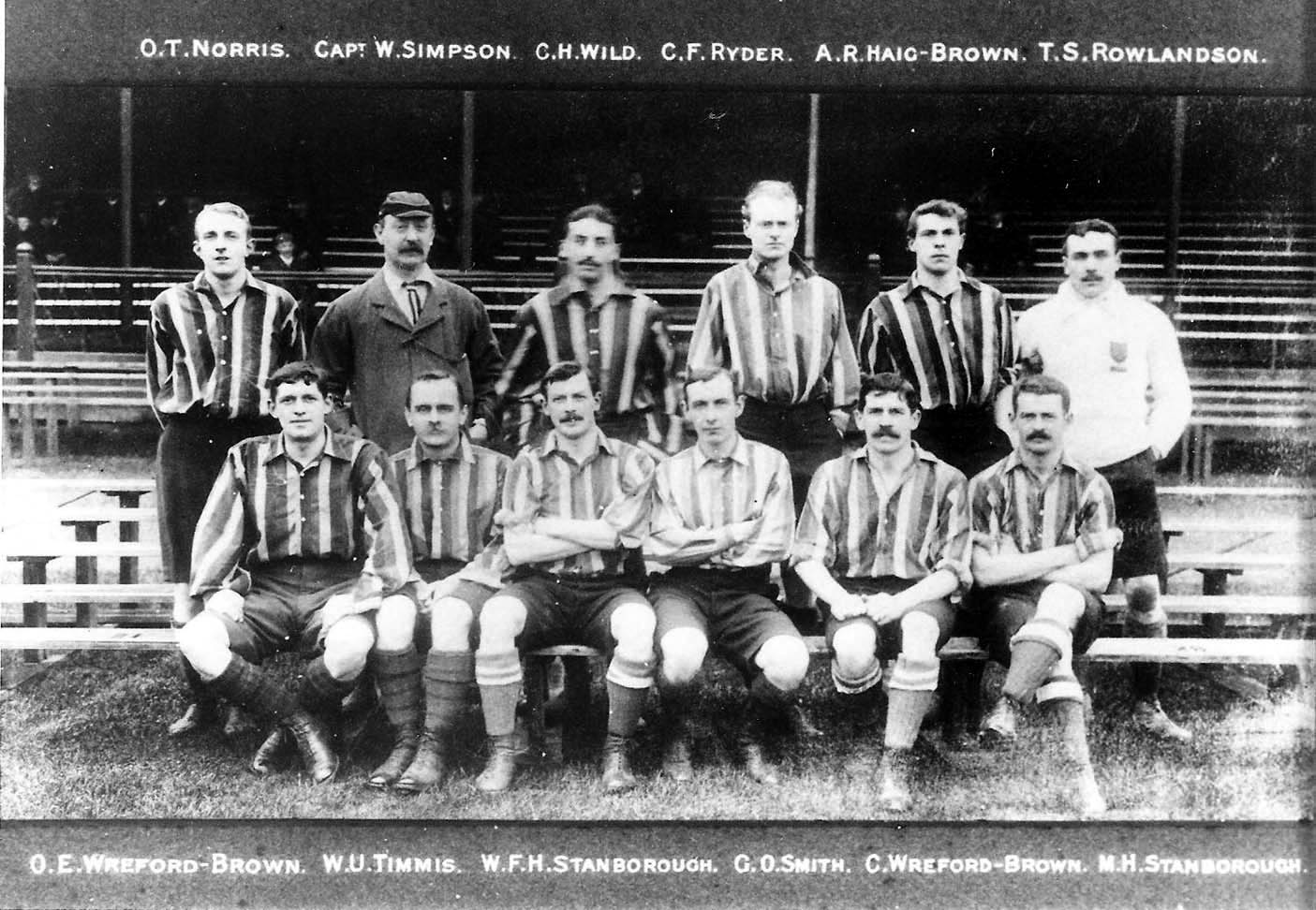
アーサー・ダン・カップ優勝時の集合写真（1903年）

アマチュアリーグを将来のプロ選手が力を証明する場と見なす位置付けが固定すると、反対意見を主張してきたクラブは孤立してFAアマチュアカップを脱退、1902–1903年シーズンにアーサー・ダン・カップを結成、2012年時点でも引き続き同カップに出場し、大会創設百周年に当たる2002–2003年シーズンには決勝戦でオールド・サロピアンズに敗北を喫する。両チームの決勝戦での対戦はまさに1903年初回大会の再現であるが、初対戦当時は優勝決定戦で引き分け、優勝を分け合ったのである。この100年間、オールド・カーサジアンズは決勝進出24回のうち優勝19回の記録を達成する。その後さらに5回優勝し、出場回数30回で通算優勝24回というリーグ最高位チームとなる。
2008年にはロイヤル・エンジニア（英語版）やオールド・エトニアンズなどFAカップの優勝経験チームを集めたトーナメント戦に加わった。 
FAカップとFAアマチュアカップの両方で優勝したチームはイギリスのサッカー史上、このクラブとウィンブルドンFC、ロイヤル・エンジニアズの3チームである。
クラブは2011年、「廃止済みクラブ」として歴史的な成果をあげ、AFAシニアカップの決勝戦に進出するが、ハーフタイムまで2ゴール先取しながらオールド・サレジアンズに逆転され2対3で敗北する。アーサリアン・リーグとアーサー・ダン・カップでともにタイトル2勝しダブルを達成した。 
2015年のアーサー・ダン・カップ決勝戦は長年の好敵手ランシング・オールド・ボーイズに1対0で勝利する。これでクラブは「トレブル・ダブル」つまり同リーグのプレミア・ディビジョンとアーサー・ダン・カップの両方を3年連続で獲得し、アーサリアン・リーグの歴史を塗り替える。トレブル・ダブルの樹立はそれ以前にはたった1チーム—1980年代のランシング・オールド・ボーイズだけであった。その点、オールド・カーサジアンズは伝統的な「ダブル」にさらにジム・ディクソン・トロフィー2連取も加えている。つまり「トレブル・トレブル」という独自の栄冠を得て、ランシングのかつての記録を完全に凌駕したという意味である。

## イングランド・インターナショナルズ
クラブから歴代のメンバー合計9人がイギリス代表チームのキャップを務めた。 
イングランド代表チーム入りした全選手の一覧（オールド・カースジアンFC登録中に獲得したキャップ数）は次のとおり。 
- アンドリュー・エイモス Andrew Amos （2キャップ）
- ウィリアム・コッボード William Cobbold（3キャップ）
- ウォルター・ジリアット Walter Gilliat （1キャップ）
- エドワード・ハガーティ・パリー Edward Hagarty Parry（3キャップ）
- ギルバート・オズワルド・スミス Gilbert Oswald Smith（20キャップ）
- モーリス・スタンブロー Maurice Stanbrough（1キャップ）
- アーサー・メルモス・ウォルターズ Arthur Melmoth Walters（9キャップ）
- パーシー・メルモス・ウォルターズ Percy Melmoth Walters（13キャップ）
- チャールズ・レフォード・ブラウンCharles Wreford-Brown （3キャップ）

## タイトル
| リーグ                         | 優勝回数 （回） | 時期（年） |
| ------------------------------ | --------------- | --- |
| FAカップ（英語）               | 1               | 1881（英語） |
| FAアマチュアカップ（英語）     | 2               | 1894, 1897 |
| アーサー・ダン・カップ（英語） | 28              | 1903, 1904, 1905, 1906, 1908, 1910, 1921, 1922, 1923, 1936, 1939, 1947, 1949, 1951, 1954, 1962, 1977, 1982, 2001, 2006, 2008, 2009, 2011, 2013, 2014, 2015, 2017, 2018, 2019 |
| アマチュアFAカップ（英語）     | 1               | 2019 |
| アーサリアン・リーグ（英語）   | 13              | 1979, 1982, 1988, 2006, 2008, 2009, 2011, 2012, 2013, 2014, 2015, 2017, 2019                                                                                                 |